# 上甑町江石
上甑町江石（かみこしきちょうえいし）は、鹿児島県薩摩川内市の大字。旧薩摩国甑島郡甑島郷江石村、甑島郡上甑村大字江石、薩摩郡上甑村大字江石。郵便番号は896-1203。人口は122人、世帯数は65世帯（2020年10月1日現在）。「上甑村郷土誌」によると1977年（昭和52年）時点での面積は4.15km2である。

## 地理
薩摩半島の西部に浮かぶ甑島列島北部の上甑島の南東部に位置している。字域の南部の多くは東シナ海に面しており、北方には上甑町中野、上甑町中甑、東方には里町里にそれぞれ接している。
字域の中央部には江石港があり、その周辺に集落が集中して所在している。
また、塩巻には金峯神社がある。江戸期には蔵王三所権現と称されており、明治期に金峯神社に改称されたもので、金山毘古神、金山姫神を祭る。
江石墓地の山中の0.2アールの区域と江石小学校跡地付近の1アールの区域、中野と江石の間を結ぶ林道付近の0.1アールの区域にキイレツチトリモチが発生しており、トベラやネズミモチが寄生していることが確認されている。

### 地名の由来
「上甑村郷土誌」によれば、地名の由来は不明であるが、湾口に小島という岩から形成された島があり、岩の島や瀬がある浦という意味に由来しているのではないかと推測している

### 自然公園・自然保護地区
2015年（平成27年）3月16日に甑島列島の区域を対象とした国定公園として「甑島国定公園」が指定された。集落を除いてほぼ全域が国定公園の区域に含まれており、2015年（平成27年）3月16日の鹿児島県告示「甑島国定公園区域内における特別地域の指定」により一部が特別地域に指定された。

### 山岳
国土地理院地図（抄）。
- トンコツ山[15]

### 島嶼・岩礁
国土地理院地図（抄）。陸繋した浜辺や海礁上の小岩、無名の岩を除く。
- 小島

### 小字
『角川日本地名大辞典』によると上甑町江石の小字は以下のとおりである。
茅牟田、大床、小浜、白木ノ元、小平、大山、河内、三吉開、大平、新川、塩巻、滝ノ下、平道、山ノ中、桂廻、村池田、泊、礒道、人附林、西俣、池田ノ上、小茅、大迫

## 歴史

### 前史時代
京都大学の甑島学術調査団の団長であった京都大学教授の藤岡謙二郎が1964年（昭和39年）に編纂した「離島の人文地理」の報告によれば、江石には砂丘上に江石遺跡と呼ばれる遺跡があり、弥生土器が散布しているほか、熊本県を南限とするとそれまでされていた合口甕棺が出土しており、南九州に含まれる甑島列島において天草経由で北九州の文化を受容していたと考えられている。

### 近代の江石

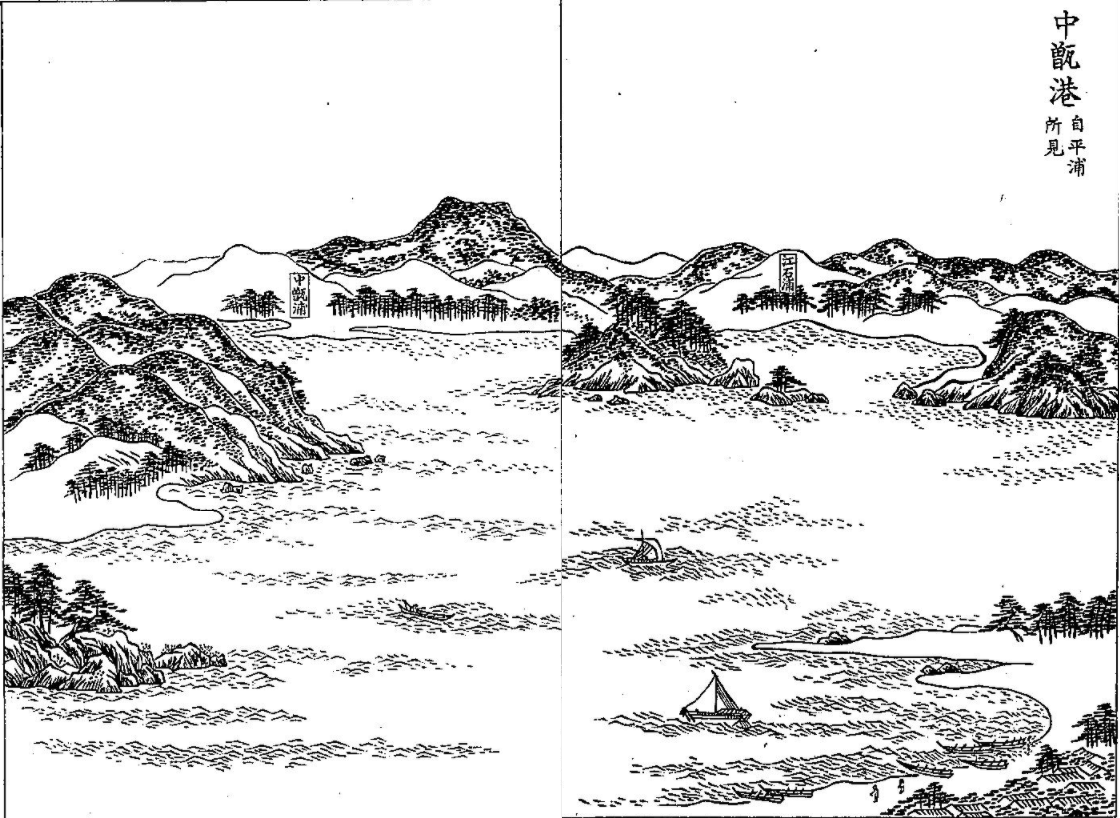
江戸時代後期（三国名勝図会挿絵）の中甑浦（左）と江石浦（右）の絵図

江石という地名は江戸時代より見え、薩摩国甑島郡甑島郷（外城）のうちの江石村であった。村高は、「三州御治世要覧」によれば183石余、「旧高旧領取調帳」では178石余であった。
江戸時代の測量家である伊能忠敬が著した「九州東海辺沿海村順」によれば江石村の家数は174であった。宝暦ごろに割地制度とよばれる土地共有制度が確立し1971年（昭和46年）に共有田の割り替えが行われるまで存在した。

### 町村制施行以後の江石
1889年（明治22年）に町村制が施行されたのに伴い、上甑島及び中甑島の全域にあたる中甑村、中野村、江石村、平良村、小島村、瀬上村、桑之浦村、里村の区域より上甑村が成立し、それまでの江石村の区域は上甑村の大字「江石」となった。
1999年（平成11年）4月2日に公有水面埋立地の区域を江石字池田に編入した
2004年（平成16年）10月12日に上甑村が川内市、東郷町、入来町、祁答院町、樋脇町、鹿島村、下甑村、里村と新設合併し薩摩川内市が設置された。この市町村合併に伴い設置された法定合併協議会において大字名については「従前の村名を町名とし、これを従前の大字名冠したものをもって、大字とする」と協定され、旧村名である「上甑村」の村を町に置換え、従前の大字名である江石に冠することとなった。合併当日の10月12日に鹿児島県の告示である「 字の名称の変更」が鹿児島県公報に掲載された。この告示の規定に基づき即日名称の変更が行われ、大字名が「江石」から薩摩川内市の大字「上甑町江石」に改称された。

### 字域の変遷
| 実施後           | 実施年                   | 実施前         |
| ---------------- | ------------------------ | -------------- |
| 江石字池田の一部 | 1999年（平成11年）4月2日 | 公有水面埋立地 |

## 施設

### 公共
- 上甑江石体育館[24]
- 上甑江石運動広場[24]

### 寺社
- 金峯神社[25]
- 恵比須神社[26]
- 法照寺[27]

### 郵便局
- 江石簡易郵便局[28]

## 人口
以下の表は国勢調査による小地域集計が開始された1995年以降の人口の推移である。
| 年                 | 人口 |
| ------------------ | ---- |
| 1995年（平成7年）  | 251  |
| 2000年（平成12年） | 226  |
| 2005年（平成17年） | 183  |
| 2010年（平成22年） | 166  |
| 2015年（平成27年） | 147  |
| 2020年（令和2年）  | 122  |

## 教育
江石にはかつて「上甑村立江石小学校」が設置されていたが、1969年（昭和44年）に中津小学校に統合されて以降学校施設は設置されていない。

### 小学校
江石小学校は、1879年（明治12年）に江石簡易小学校として創立し、1900年（明治33年）に江石小学校、1964年（昭和39年）に尋常小学校となると同時に高等科を併設。1941年（昭和16年）に国民学校となり、第二次世界大戦終戦後の1947年（昭和22年）に江石小学校に改称した。1969年（昭和44年）に児童数の減少により中津小学校に統合され閉校した。

### 小・中学校の学区
市立小・中学校の学区（校区）は以下の通りである。
| 大字       | 小字 | 小学校                 | 中学校                                                  |
| ---------- | ---- | ---------------------- | ------------------------------------------------------- |
| 上甑町江石 | 全域 | 薩摩川内市立中津小学校 | 薩摩川内市立里中学校 （薩摩川内市立上甑中学校：休校中） |

## 交通

### バス
コミュニティバスである「甑かのこゆりバス」が運行されている。上甑町桑之浦から上甑町中甑を経て江石までを結ぶ路線が運行されており、江石の区域にあるバス停は2020年（令和2年）現在以下のとおりである。
- 浦内・江石線
  - 江石

### 湾港
- 江石港